# Metropolitan Borough of Sefton
Sefton eller The Metropolitan Borough of Sefton er en storbyområde og en administrativ enhed beliggende i Merseyside i det nordvestlige England ved det irske hav.
Nogle af borough'ets byer er forstæder til Liverpool.
Metropolitan Borough of Sefton blev dannet i 1974, da en række mindre enheder i grevskabet Lancashire blev slået sammen. Ved den samme lejlighed blev området udskilt fra Lancashire for i stedet at blive en del af det nye storbygrevskab Merseyside.
Metropolitan Borough of Sefton havde 274.000 indbyggere i 2011.
53°26′42″N 2°59′53″V / 53.445°N 2.998°V